# Ackermannshof (Gefrees)
Ackermannshof ist ein Gemeindeteil der Stadt Gefrees im Landkreis Bayreuth (Oberfranken, Bayern). Ackermannshof liegt in der Gemarkung Lützenreuth.

## Geografie
Der Weiler liegt auf freier Flur am Osthang des Steinbergs (538 m ü. NHN), einer Erhebung des Fichtelgebirges. Eine Gemeindeverbindungsstraße führt zur Kreisstraße BT 48 (0,4 km nordwestlich) bzw. nach Stein (0,5 km südlich).

## Geschichte
Ackermannshof gehörte zur Realgemeinde Stein. Gegen Ende des 18. Jahrhunderts bestand Ackermannshof aus drei Anwesen. Die Hochgerichtsbarkeit stand dem bayreuthischen Stadtvogteiamt Berneck zu. Das bayreuthische Amt Stein war Grundherr der drei Anwesen.
Infolge des Ersten Gemeindeedikts wurde Ackermannshof dem 1812 gebildeten Steuerdistrikt Lützenreuth und der zugleich entstandenen Ruralgemeinde Lützenreuth zugewiesen. Im Zuge der Gebietsreform in Bayern wurde Ackermannshof am 1. Juli 1971 nach Gefrees eingemeindet.

### Einwohnerentwicklung
| Jahr      | 001812 | 001819 | 001861 | 001871 | 001885 | 001900 | 001925 | 001950 | 001961 | 001970 | 001987 |
| Einwohner | 19     | *      | 23     | 23     | 18     | 17     | 16     | 22     | 21     | 15     | 11     |
| Häuser    | 4      |        |        |        | 5      | 4      | 4      | 4      | 4      |        | 4      |
| Quelle    | [ 6 ]  | [ 9 ]  | [ 10 ] | [ 11 ] | [ 12 ] | [ 13 ] | [ 14 ] | [ 15 ] | [ 16 ] | [ 17 ] | [ 1 ]  |

## Religion
Ackermannshof ist evangelisch-lutherisch geprägt und gehört zur Kirchengemeinde St. Michael (Stein, Gefrees), die Teil der Pfarrei St. Trinitatis (Berneck) ist.